# Szacuma kerámia

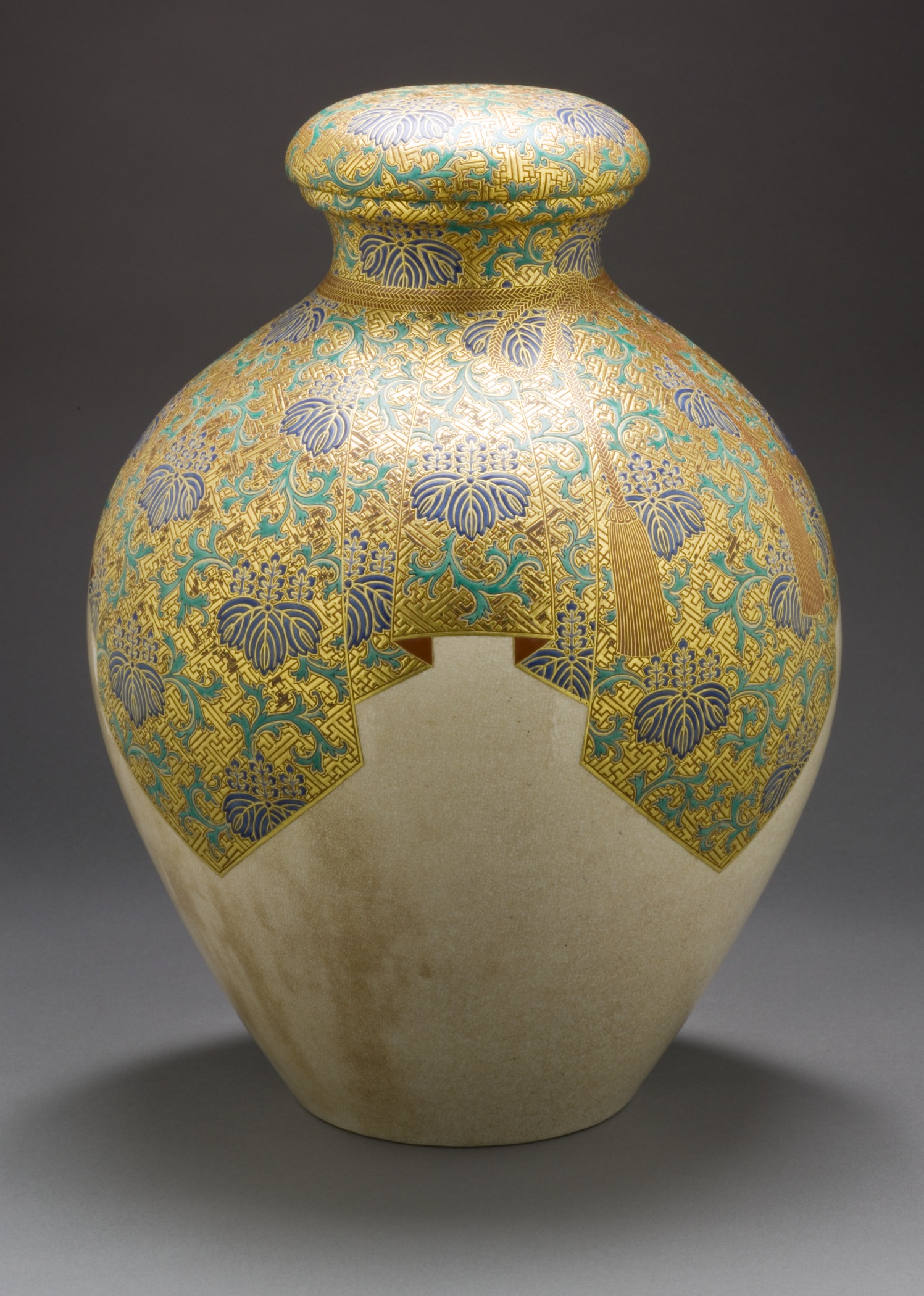
Szacuma cserépedény; tea tároló palack (csacubo) császárfa és mennydörgés mintával, késői Edo-kor, 1800-1850 körül

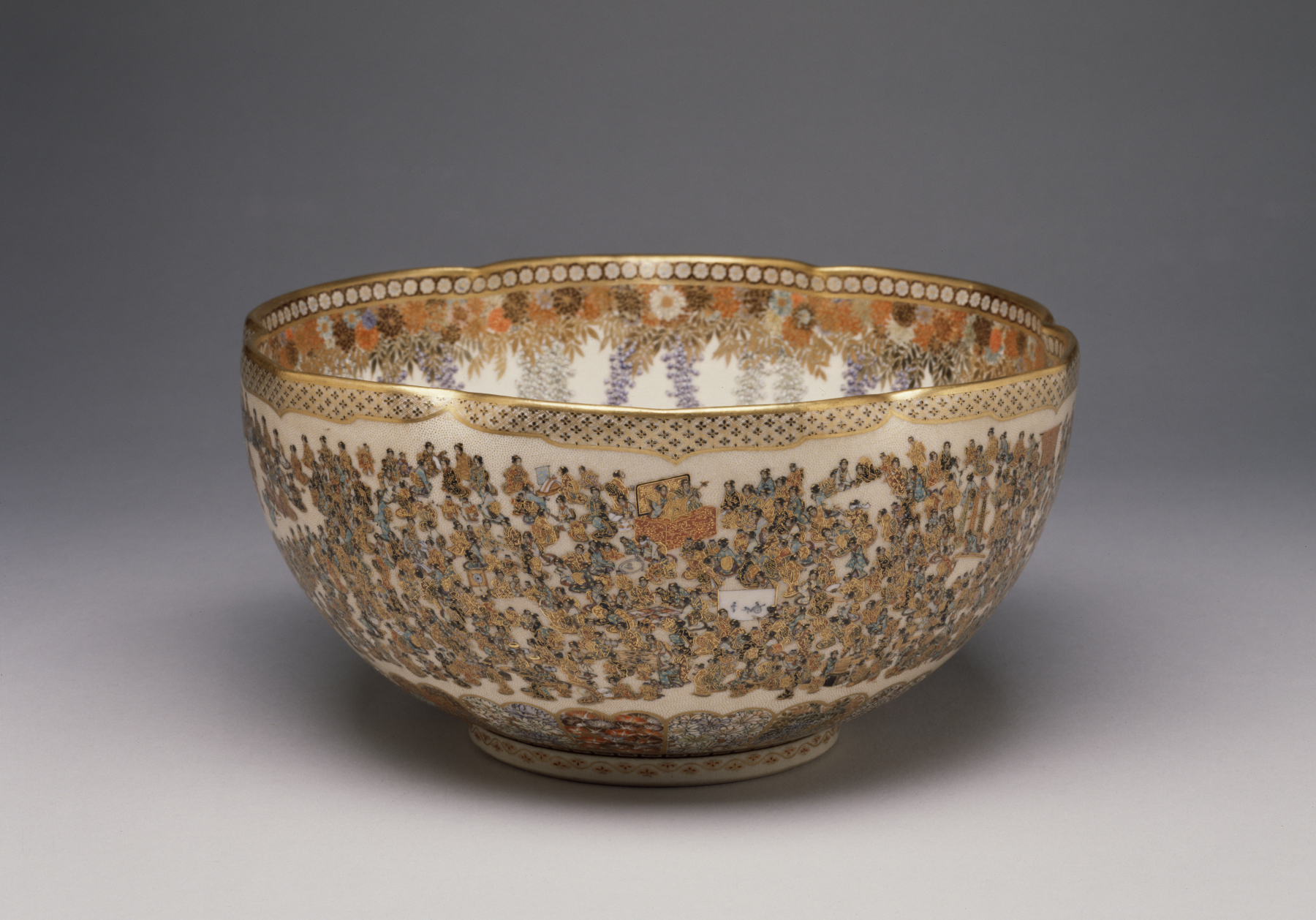
Tál női alakokkal, Meidzsi-kor, c. 1904, Kinkózan műhely, készítette Jabu Meizan

A Szacuma kerámia (薩摩焼, szacuma-jaki) egyfajta japán kerámia, eredetileg Szacuma Tartományból (Kjúsú déli részéről) származik.Ma már két különböző kategóriába sorolható: az eredeti (古薩摩, ko-szacuma), 1600 körül, Szacumában készített sötét színű agyag; és a kifinomultan díszített, exportra gyártott edények (京薩摩, kjó-szacuma) Jellemzőjük a színes zománcfestés, a finoman repedezett máz és a gazdag aranyozás. Az aranyozott polikromatikus mázuknak a nyugati fogyasztók ízléséhez való alkalmazkodása révén a szacuma kerámia a Meidzsi-kor egyik legelismertebb és legjövedelmezőbb exportterméke.

## Korai történelme
A Szacuma áru pontos származása és korai újítása meglehetősen homályos; azonban a legtöbb tudós a 16. század végére vagy a 17. század elejére datálja a megjelenését. Szacuma régió alkalmas volt az égető kemencék fejlesztésére, mivel hozzáférhetett a helyi agyaghoz, valamint közel volt a Koreai-félszigethez is. 1597-1598-ban Totojomi Hidejosi Koreába való behatolásának következményeképpen a koreai fazekasokat erőszakkal Japánba vitték, hogy létrehozzák Kjúsú még nem létező  kerámiaiparát. Ezek a fazekasok elsősorban Naesirogava és Tateno területén telepedtek le, amik ezáltal a kerámiaipar központjává váltak.

## Korai Szacuma kerámia
A Genroku-kor első éveiből (1688-1704) származó szacuma cikkeket gyakran "korai szacuma" vagy ko-szacuma néven említik.
A szacuma legősibb megmaradt példái sötét mázba burkolt, vasban gazdag, sötét agyagból készült kőedények. 1790 előtt a darabok nem voltak díszítettek, hanem inkább olyan szerény népi árucikkek voltak, melyeket gyakorlatilag mindennapos használatra terveztek: nagyrészt fausi környezetben, vagy japán teaszertartásokon.  Tekintettel arra, hogy "nagyrészt szürke parasztházakban való használatra szánták", a fazekasok gyakran támaszkodtak a tapintható technikákra, például kiemelkedő dombormű, bélyegnyomtatás és agyagfestés, hogy a tárgyakat érdekesebbé tegyék.
A XIX. század második felében a szacuma kerámiák nagyfokú érdeklődésre és népszerűségre tettek szert a Japánon kívüli országokban. Ez azonban a termelés növekedését, és azzal párhuzamosan a minőség csökkenését eredményezte. A gyűjtők régebbi, finomabb darabokat kerestek, amit tévesen korai Szacuma kerámiának hívtak. Ezek valójában csak jobb minőségű, Meidzsi-kor előtti, tizenkilencedik századi darabok voltak, mint például a Kiotói Avata kerámia粟田焼 (Awata-yaki), de voltak köztük hamisítványok is.

## 1800–1867
Körülbelül az 1800-as évektől kezdett el népszerűvé válni a brokátfestéses díszítés, valamint a finom vasvörös, fényes kék, kékeszöld, lilás fekete és a gyakran alkalmazott citromsárga színek használata. Egy kissé későbbi újítás során festett aranyozás került a brokátra. A finom elefántcsont alakú darabokat többszínű mázzal vonták be, arannyal festettek rájuk, ezután transzparens kraklés mázzal vonták be. A mintákat—legtöbbször könnyű, egyszerű virágminták— nagy mértékben befolyásolták a kiotói kerámiák, valamint Kanó festészeti iskolája, így nagy hangsúlyt fektettek a negatív térre.  Ez legfőképp a szacumai fazekasok tizenhetedik századi, Kiotóban tett látogatásának köszönhető.

## 1867–1885

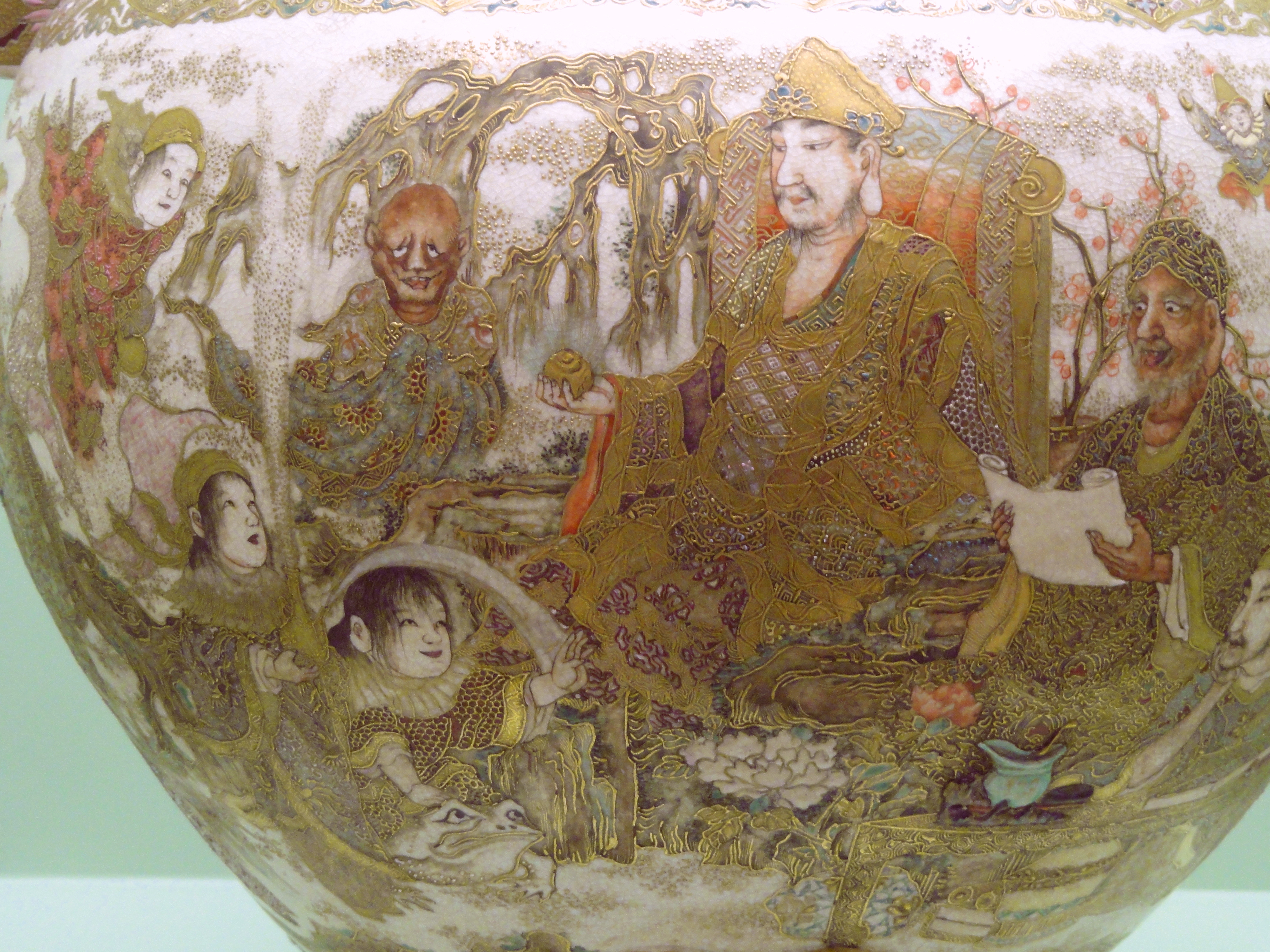
Porcelán tál részletei, 1870

A japán művészet és kultúra első nagy bemutatója Nyugaton 1867-ben volt az 1876-os párizsi világkiállításon , és a szacuma termékek is megjelentek a bemutatott termékek között. A régió kormányzója, a  daimjó  korán megértette a nyugati kereskedelmi kapcsolat gazdasági presztízsét és politikai előnyeit. Annak érdekében, Nagy-Britannia fenntartsa kapcsolatát a Szacumával, támogatta a daimjót az 1868-as lázadásban a sógunátus ellen. A párizsi kiállításon Szacuma kerámiatermékei, lakktermékek, fa, teaszertartás eszközök, bambusz fonás és textíliák kerültek bemutatásra.
A szacuma termékek 1867-es kiállítás utáni népszerűségét követően valamint  Audsley és Bowes' Keramic Art of Japan (1875) című...ban 1875-benvaló megemlítése után a Boku Szeikan és Csin Dzsukan által vezetett két nagy műhelyhez (melyek ezeket a darabokat készítették) többen is csatlakoztak Japánban. A “szacuma” kifejezés mára már nem egy földrajzi jelölésnek minősül, hanem külső jegyeket kezdett el közvetíteni. 1873-ra a szacumai, mázazott kőedényekre specializálódott műhelyek Kóbe és Jokohama területén felvirágoztak. Az olyan helyeken, mint Kutani, Kiotó és Tokió, a műhelyek saját helyeket alakítottak ki. Az 1890-es évek elejétől az 1920-as évekig több mint húsz szacuma termékeket készítő "ecuke" gyár alakult ki, valamint számos kicsi, független stúdió is, amelyek kiváló minőségű darabokat készítettek.
Annak érdekében, hogy betörjön a növekvő külföldi piacra, a gyártók a "nikiside" szacuma modellt alkalmazták. Az export által kialakult stílus a külföldi ízlés esztétikumait tükrözte. A tételeket a millefleur-szerű "virágcsokor" (花 詰 hanazume) mintázattal vagy "kitöltött festéssel" (塗 り つ ぶ し nuritsubushi)  borították, egészen a horror vacui szintjéig. 
Tipikusan "furcsa" szimbólumokkal díszítették, mint a pagodák, összecsukható legyezők vagy nők kimonókban. A darabok továbbra is virág- és madártanulmányokra utaltak, de a vallási, mitológiai, tájképi és műfaji jelenetek is nőttek.

## 1885–1930
Az 1880-as évek közepén számos japán terméknek – köztük a szacuma árunak – csökkent az exportja, amely részben a tömegtermelésnek és a minőségi értékcsökkenésnek köszönhető. Az 1890-es évek elején a kritikusok és a gyűjtők degradálták a mai szacuma árut. Az 1893-as Chicagói Kolumbiai Kiállításon negatívan fogadták, de a XX. században népszerű export áru maradt, és a Meidzsi időszakban gyakorlatilag a japán kerámia szinonímájává vált. A szacuma árucikkeket a modern korszakban tömegesen gyártották, bár a minőség addig a pontig romlott, amíg elveszítette a fogyasztók érdeklődését.

## Kritika
A kritikusok és a gyűjtők reakciója a tömeggyártású szacuma árucikkekre nagymértékben negatív volt. Gisela Jahn művészettörténész szerint "a kerámiák semelyik másik fajtájával kapcsolatban nem fordultak ekkora szélsőségekhez a japánok azért, hogy a nyugati ízléshez alkalmazkodjanak, és ezáltal a tömeggyártás hátrányos hatásait sem mutatták ilyen mértékben."  Az olcsó, népszerű tárgyak előállítása érdekében a szacuma árucikkek "túlzsúfoltak", "sötétek" és "csillogók" lettek. Soha nem volt belföldi kereslet ezekre a darabokra, melyet általában "a japán hagyományok árulásának" tekintettek. A komoly külföldi műgyűjtők is hátat fordítottak ezeknek az export termékeknek, és olyanokkal jellemezték ezeket a tárgyakat, mint "durva, amelyet durvára repedt mázzal borított, amelyben a felgyülemlett földpáz gyakran elszíneződött lerakódásokat eredményezett, amelyek a technikai készség és minőség gyengülését jelenthetik"

## Típusok

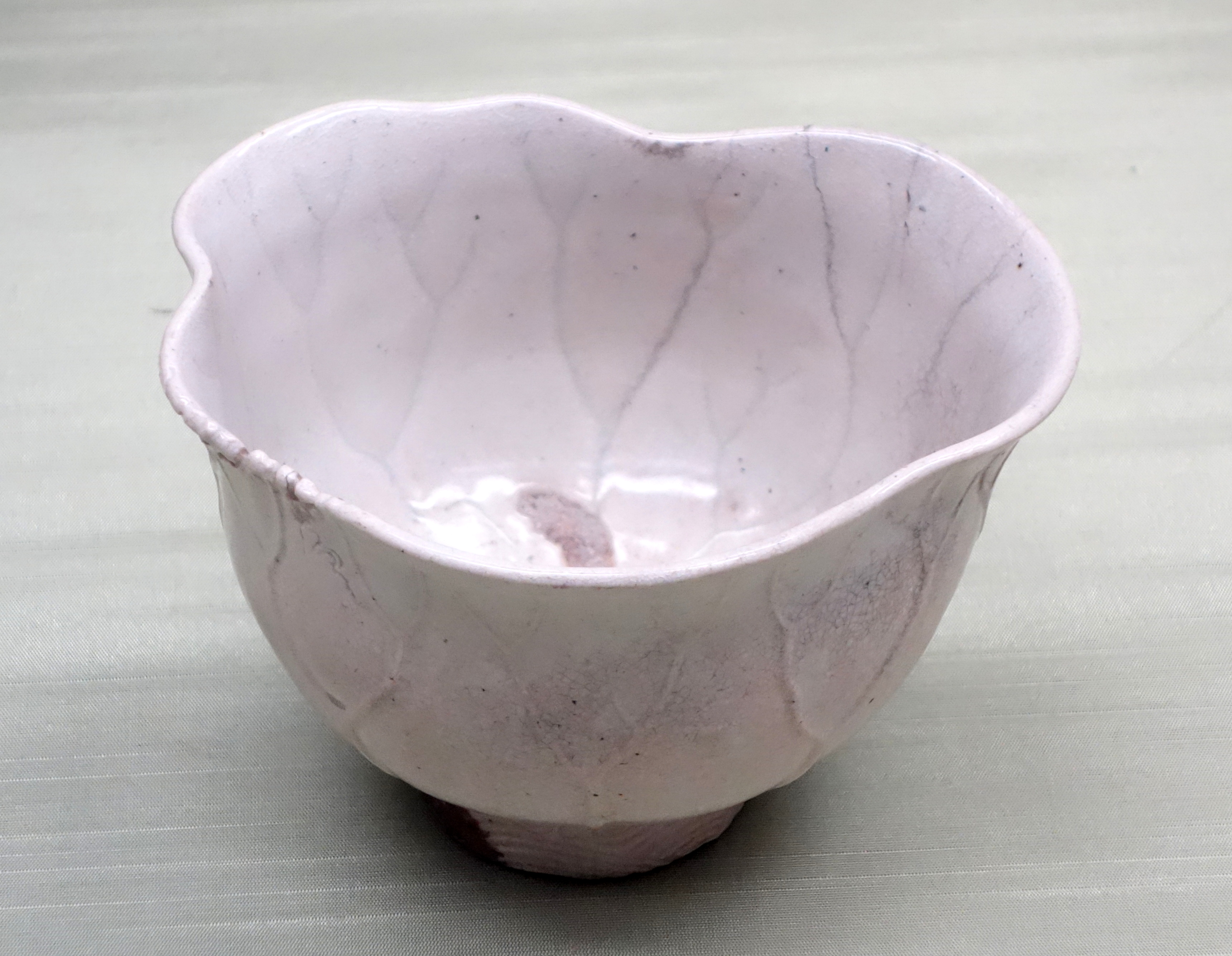
Fehér mázas, lótusz alakú szacuma teáscsésze, Edo korszak, 17. század

A "nisikide" és az exportáru-típusok mellett a szacuma árucikkeknek különböző kategóriái vannak, mindegyikük különálló esztétikai tulajdonságokkal rendelkezik:
- Siro szacuma: fehér mázas; eredetileg csak a daimjó háztartásában létezett[4]
- Kuro szacuma: fekete színű, sötét fedőmázzal
- Dzsakacu: kék, sárga és fekete mázak keveréke, fehér fedőmázzal. A felületén gyöngymáz hatású effekt jön létre[24]
- Szunkoroku szacuma: a régebbi darabok a thai Sawankhalok kerámiák alapján készültek a tizenharmadik században, barna geometrikus elemekkel díszítettéks[24]
- Misima szacuma: agyag, világoskék és szürkéskék mázzal, mélyített, karcolt geometrikus minzázattal, transzparens fedőmázzal bevonva[25]
- Kék-fehér szacuma: a tizenkilencedik század első évtizedeiben volt jellemző; nagy méretű termékek, kínai kerámiák mintájára készült dekorációbal, amelyek gyakran tájképek voltak[26]
- Goszu kék szacuma: limitált példányszámban gyártották Kiotóban, a tizenkilencedik század közepén; az edények kobalt vagy aszbolit ásványokat tartalmazó fedő, vagy alsó mázas darabok, amelyek az égetés során kékes árnyalatot, és ezáltal élénkebb képet adnak a festett díszítéseknek[16]

## Művészek
A XIX. század végén és a huszadik század elején nem minden termelő áldozta fel a minőséget, a nagyobb export érdekében. A meidzsi és a taisó-időszak néhány kiemelkedő művésze:
- IX.Taizan Jóhei [帯山与兵衛 (9代)] (1856–1922)

A Taizan fazekasok első generációja 1673 és 1680 között dolgozott. A család teáskészletekre specializálódott, valamint kék mázas, szeladon mázas porcelánokhoz és kerámiákhoz. A jól ismert és fontos kiotói gyártó,  VIII. Taizan 1872-ben kezdte termékeit exportálni IV. Kinkózannal együtt. A cég neve Obi-ya volt. (A tai az obi karakter másik olvasata). A Taizan-kemence 1894 környékén bezár. 1895-ben és 1901-ben feljegyzések szerint Taizan még mindig "viszonylag kis léptékben" dolgozik. 1922-ben meghalt a XI. Taizan Jóhei, amely úgy tűnt, hogy véget vetett a termelésnek.
- VI. Kinkózan Szóbei  [錦光山宗兵衛 (6代)] (1824–1884), VII.Kinkózan Szóbei [錦光山宗兵衛 (7代)] (1867–1927)

A  Kinkózan család 1645-től 1927-ig volt aktív, majd a gyár bezárt.  1875 körül Kobayashi Sobei (1824-84) (IV.Kinkózan) elkezdte exportálni termékeit a kiotói VIII.Taizan gyártóval együtt. A piac különösen Amerika volt. Fő termelési időszakuk 1875-1927 között volt V.Kinkózan vezetésével (1868-1927). A technikailag kifinomult Kinkózan családi termékek nem valódi szacumák, hanem avata-kjói-jaki-nak nevezett, szacumához hasonló kerámiák.
- Itó Tózan [伊東陶山] (1846–1920)
- Jabu Meizan [藪明山] (1853–1934)
- Csin Dzsukan XII [沈寿官] (1835–1906)
- Mijagava Kózan (Makuzu) [宮川香山] (1842–1916)
- Szeikozan [精巧山]
- Rjozan [亮山]

Ezeknek a művészeknek nagy része "ecuke" műhelyeket hozott létre 1880 körül, Most of these artists set up etsuke workshops around 1880. Bár ők is exportáltak, a jó minőségű darabok bizonyították, hogy a hagyományhoz akarnak visszatérni. A képek festéséhez gyakran irodalmi klasszikusokból, hősi legendákból merítettek ihletet, vagy a Meidzsi előtti Kiotó hétköznapi életének jellemzőit vették alapul.

## Jelölések
Amíg a régebbi Japán kerámiákon legtöbbször nem található semmilyen pecsét vagy aláírás, addig 1870 után készült termékeken már fellelhetők a különböző, művészekre utaló jelölések.

### Simazu címer
A szacuma áruk egy része – korától vagy eredetiségétől függetlenül – a Szacumában uralkodó Simazu klánnak a címerét viseli, ami egy vörös keresztet egy vörös körben ábrázol. Ezek a címerek -szinte kivétel nélkül- a pecsétek és aláírások felett helyezkednek el. Míg a jelkép eredetileg Szacuma tartomány és a Simazu klán a termékek gyártásához való közvetlen kapcsolatára utalt, a tömeggyártás és az export korában a címer már egyszerűen csak marketing eszközzé vált. Minden valódi darab kézzel festett, nem pedig bélyegzett vagy géppel nyomtatott, bár a kézi festés sem garantálja teljesen a legitimitást.

### Szacuma
"Szacuma" vagy "szacuma-jaki" néha festve, néha pecsételt formában található meg a Simazu címer alatt. A jelzés írható kandzsi írásjegyekkel, hiragana karakterekkel valamint a latin ábécével.

### Dai Nippon
A „Dai Nippon” (大日本 ’Nagy Japán’) jelzést a Meidzsi-kor (1868–1912) alatt használták a tárgyak jelölésére. Ezt a termékek származási helyének jelölése miatt alkalmazták, a nacionalizmus kezdeti kialakulásának hatására. Ezek a karakterek gyakran rögtön a gyártó védjegyének jobb oldalán jelennek meg.

### Műhelyek/stúdiók
- Csósúzan: kiotói műhely, a kései Meidzsi-korban működött, sárkányárukra specializálódtak
- Fuzan: Meidzsi-kori műhely
- Gjózan: kiotói műhely; Meidzsi-korban működött
- Kinkózan: Kinkózan Szóbei által vezetett, 1645–1927 között aktív fazekasműhely; 1875-től rengeteget exportált, legfőképp Amerikába, ezáltal a szacuma exportáruk legnagyobb termelője
- Kosida: 1880–1927 között működő gyár;  1945 után folytatták a termelést
- Maruni: 1938-ig aktív kobe-i gyártó
- Taizan/Obi-ja: családi kézben lévő kiotói kemencék, 1673–1922 között aktív; 1872-ben kezdett exportálni, legfőképpen Amerikába
- Jaszuda: Kiotói vállalat, hivatalos neve 'Jaszuda Kiotó Tokidzsi Gosigaisa', a Meidzsi-korban működött[16]

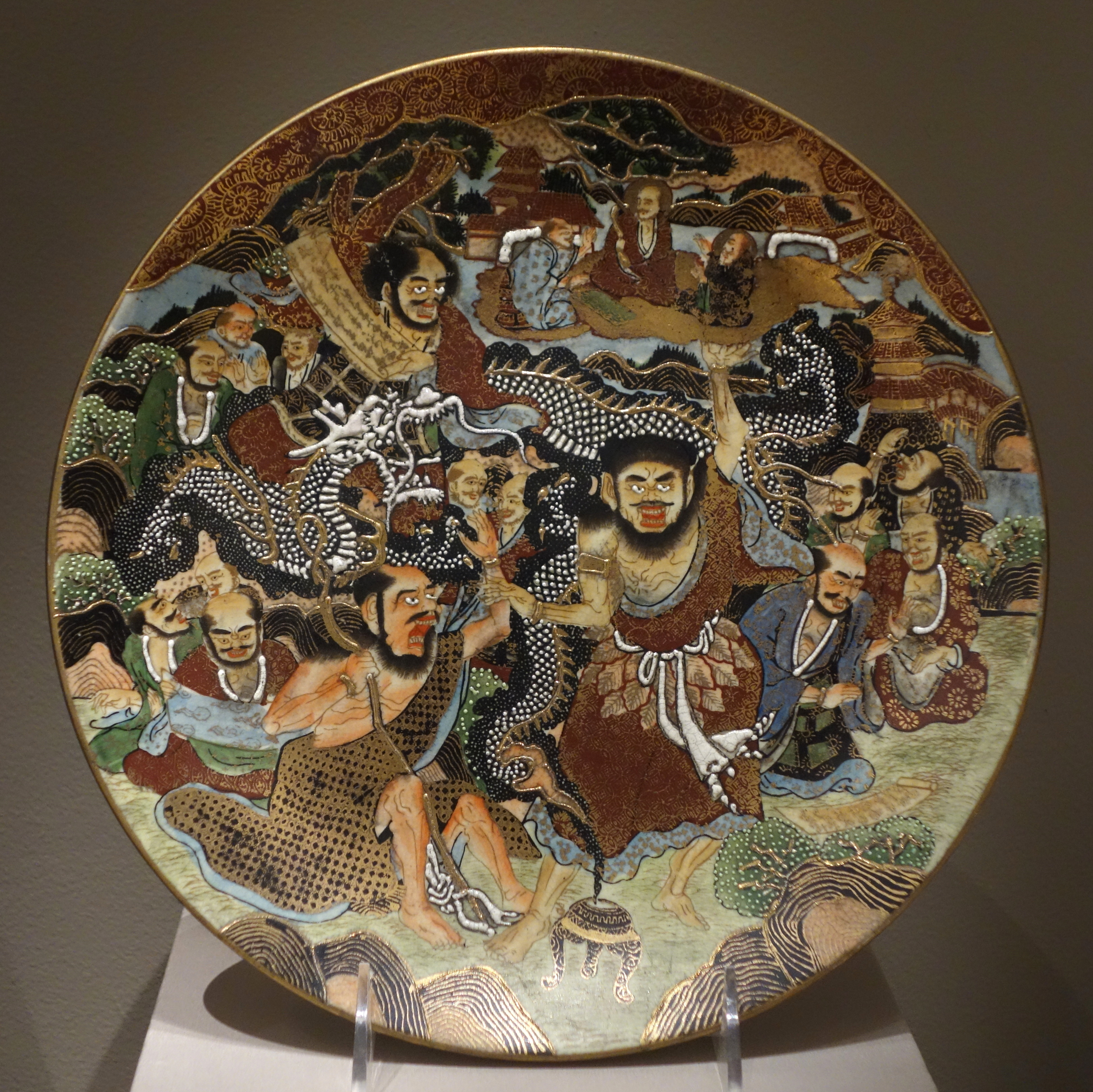
Tál, Csósúzan műhely, agyagedény, aranyozott és fehér zománc, Dzsisszei által díszített, Josiszada tervezése alapján
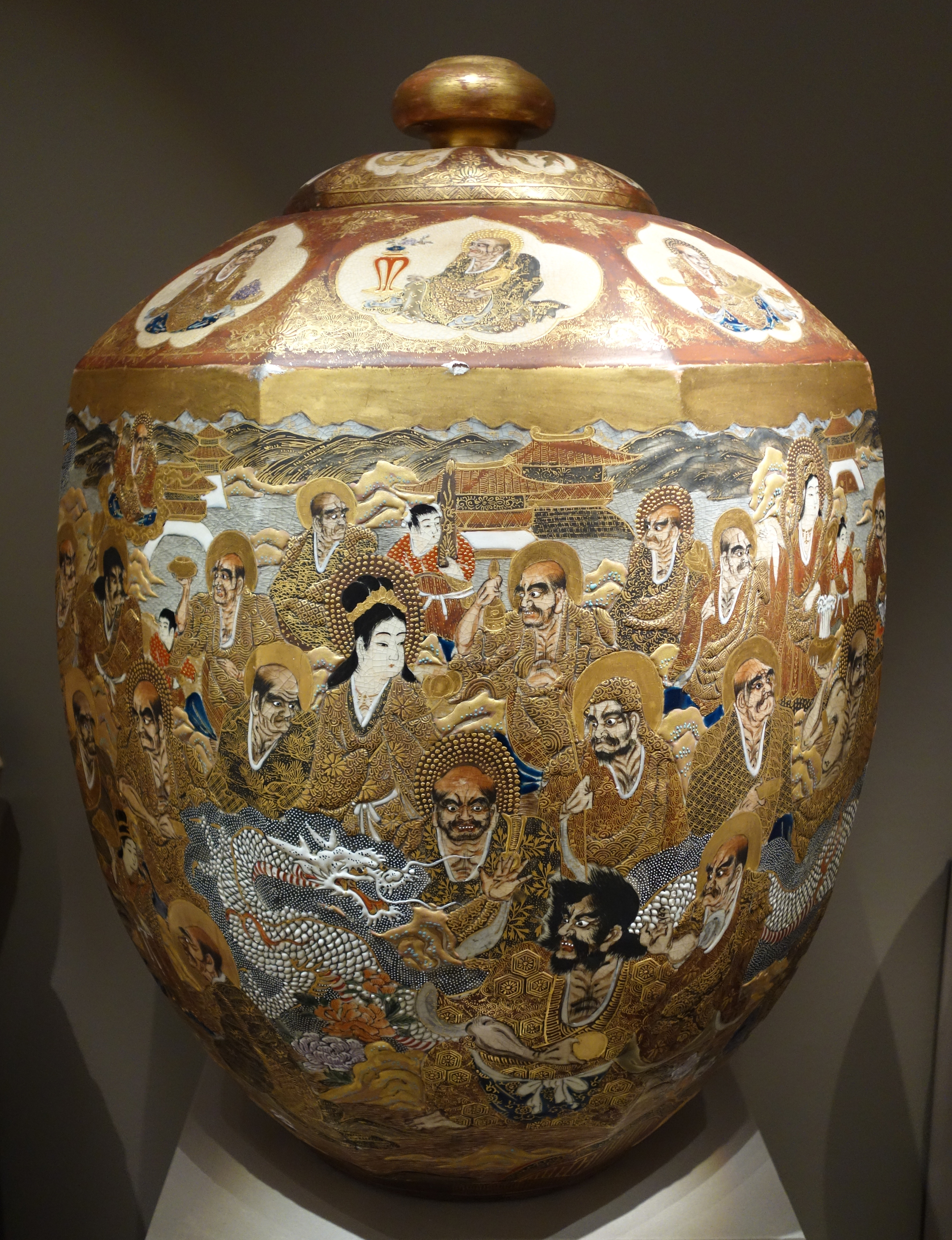
Ötszögletű fedett edény, Hotoda műhely, nem dátumozott
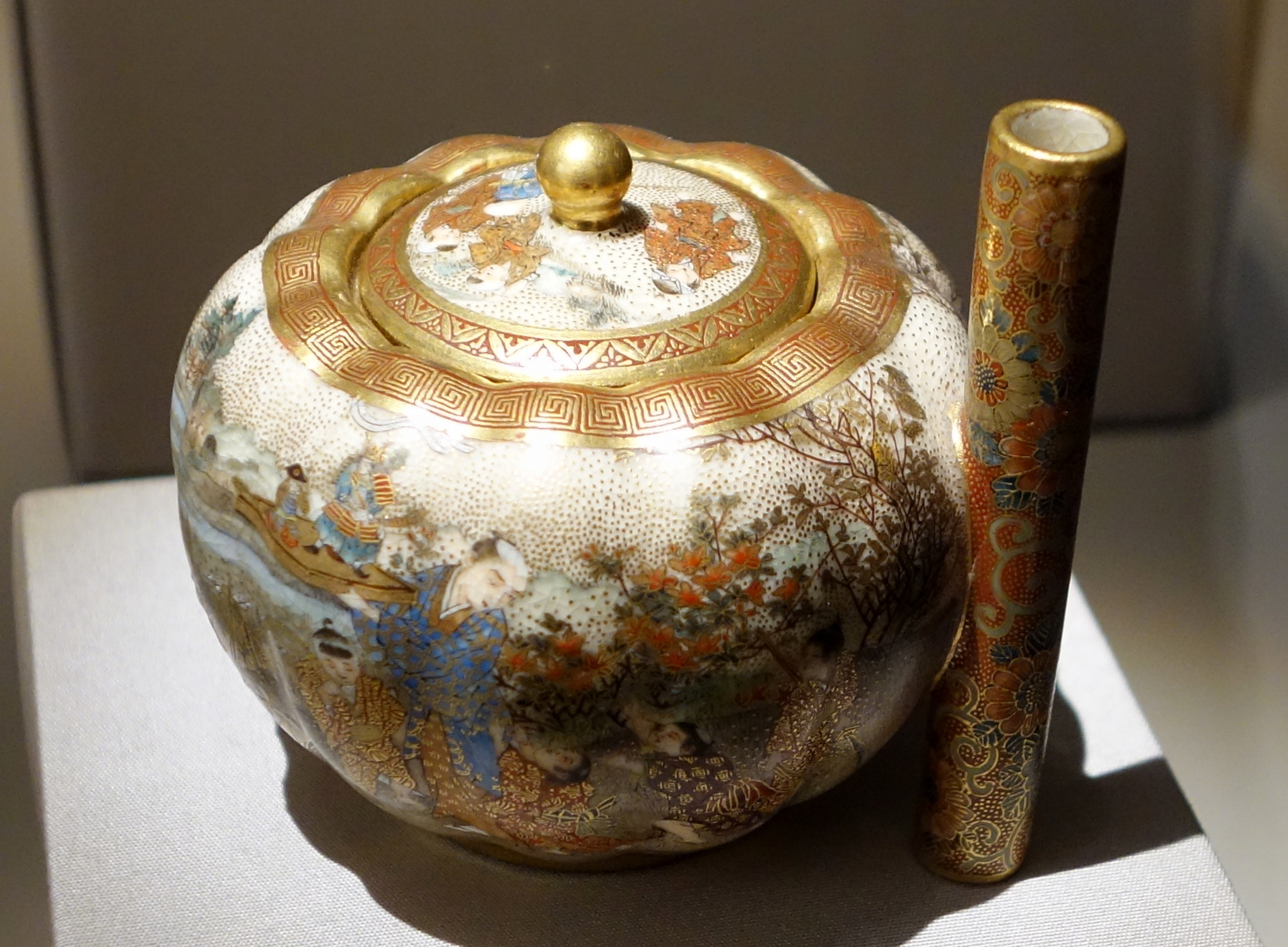
Bordázott, fedett füstölő edény, cserépedény és arany, Szeikozan műhely, nem dátumozott
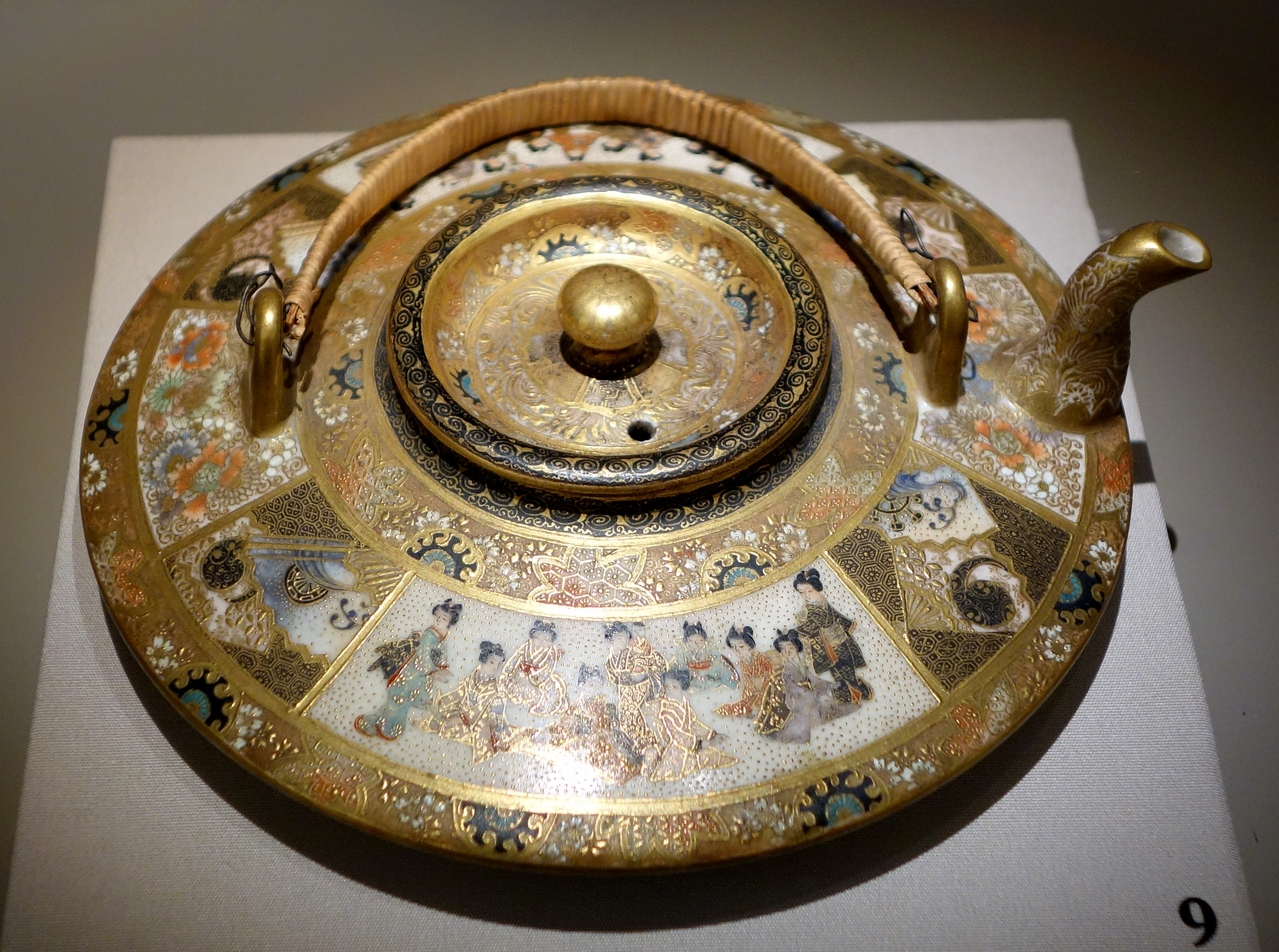
Teáskanna, aranyozott cserépedény, Sucuzan műhely, nem dátumozott
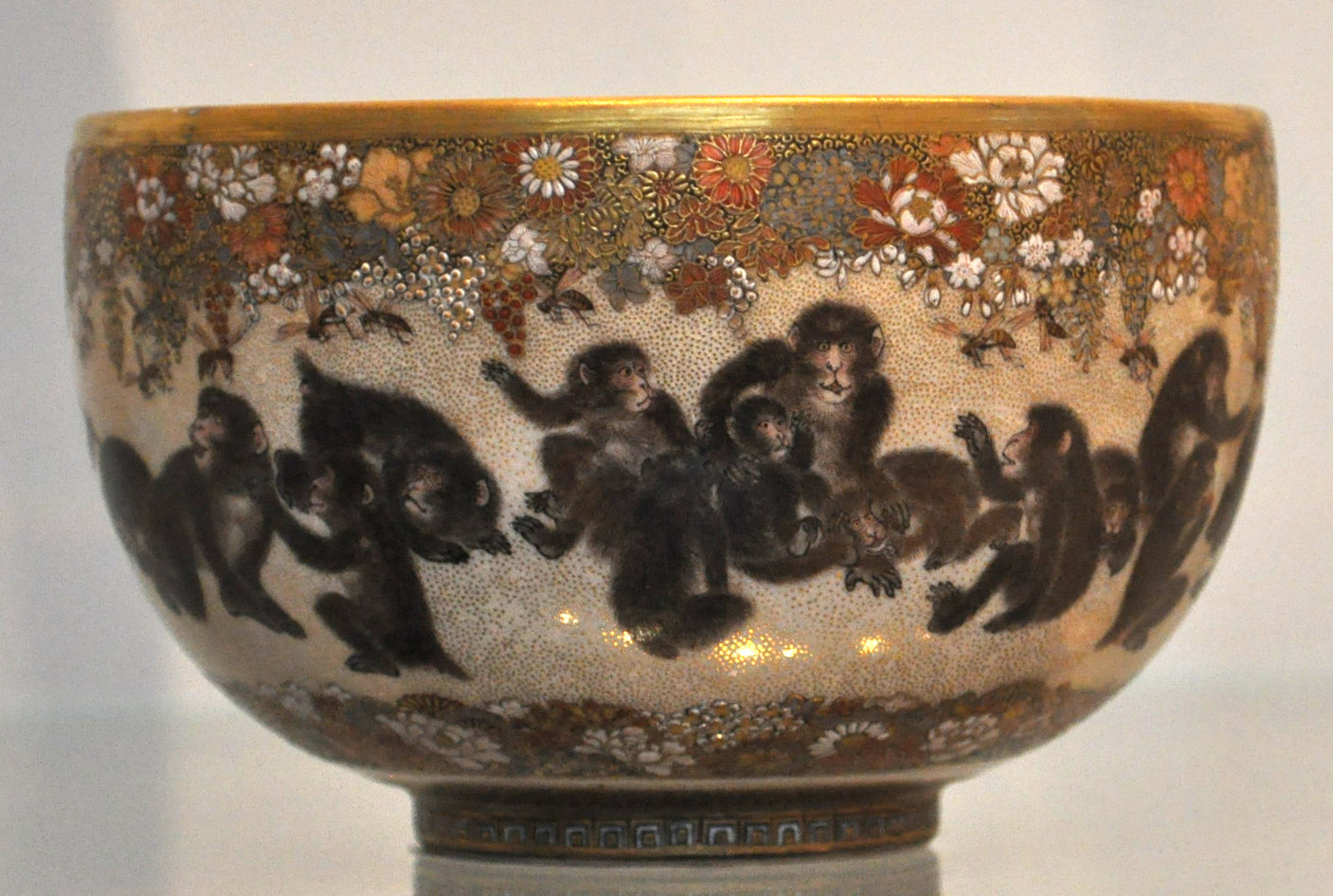
Majmos tál, Sinozuka Kozan, Meidzsi-korszak
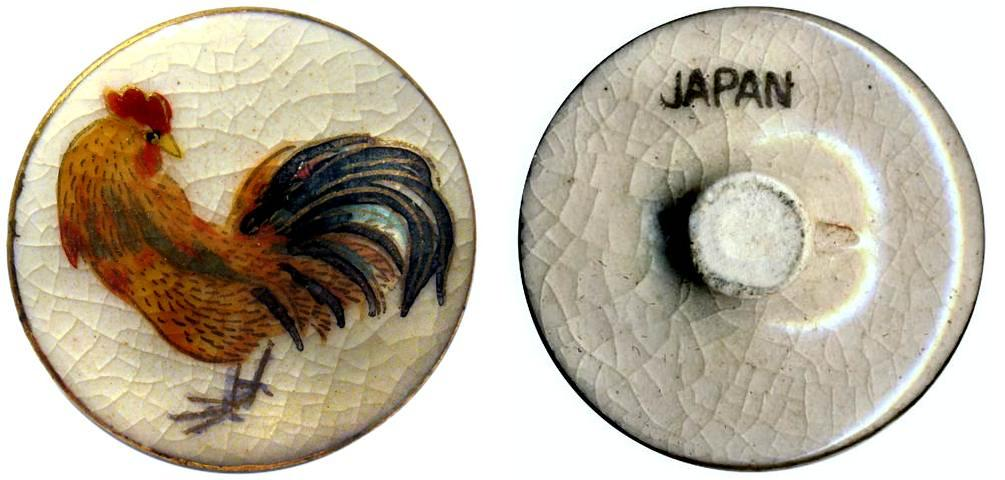
Kerámia gomb, kakas mintával

## Hamisítványok
A szacuma áru hihetetlen népszerűsége és a gyűjtők elszántsága annak érdekében, hogy megtalálják a meidzsi-kori darabokat, néhány gyártót és kereskedőt arra késztetett, hogy szándékosan tévesen ábrázolja az áruk életkorát és eredetét. Néhányan szacumaként értékesítette más típusú kerámiákat, mint például az avata vagy szeto árut. Arra is találhatunk példát, hogy a híres művészek vagy stúdiók nevét hamisították a darabok megjelölésére. A korai japán kerámiák ritkán voltak pecsételve vagy aláírva, amely kissé nehézkessé teszi néhány szacuma áru azonosítását. A korábbi darabok egyik jellemzője azonban a minőségi mázazás és kivitelezés, mivel a későbbi tömeggyártás hatására csökkent a minőség, ez pedig drasztikus módon gyengébb munkákat eredményezett. A valódi darabok egy másik jellemzője, hogy a testük nem zörög, amikor megérintik.

## Külső hivatkozások
- Jukan kiln[halott link], hivatalos weboldala
- Kerámia Információs Központ[halott link]
- Japan Traditional Craft Association, Japán kerámia
- Japanese Gallery Ceramics, Jabu Meizan, juharleveles váza
- , Kerámia és fazekasság művészete és erőforrások: Szacuma kerámiák